# NGC 3588-2
NGC 3588-2 is een lensvormig sterrenstelsel in het sterrenbeeld Leeuw. Het hemelobject ligt in de buurt van NGC 3588-1.

## Synoniemen
- UGC 6264
- MCG 4-27-9
- ZWG 126.11